# Peter Schöttel
Peter Schöttel (* 26. März 1967 in Wien) ist ein ehemaliger österreichischer Fußballspieler. Mit wenigen Jahren Ausnahme war Schöttel seit 1986 beim SK Rapid Wien tätig und war dort auch von November 2011 bis zum April 2013 Trainer. Er ist seit Oktober 2017 Sportdirektor des Österreichischen Fußball-Bundes (ÖFB).

## Spielerkarriere
Er spielte 1986–2001 bei Rapid (1997–2001 als Kapitän) und kam auf insgesamt 527 Pflichtspieleinsätze (436 Meisterschaft, 39 Cup, 2 ÖFB-Supercup, 50 Europacup). Er hält damit den Rekord für die meisten Meisterschaftsspiele eines Spielers beim SK Rapid Wien. Insgesamt schoss er nur 6 Tore (4 Meisterschaft, 2 Europacup), was sogar für einen Libero verhältnismäßig wenig ist.
Wegen seiner Vereinstreue genießt er bei den Rapid-Fans Kultstatus. Von seinen Fans wird er „Fußballgott“ genannt. Seine Rückennummer 5 wurde nach dem Ende seiner aktiven Karriere von Rapid für 10 Jahre, also bis 2011, gesperrt. Sie wurde erst im Sommer 2013 wieder vergeben, und zwar an Thanos Petsos.
Mit der österreichischen Fußballnationalmannschaft nahm Peter Schöttel an zwei Weltmeisterschaften teil (1990, 1998). Insgesamt bestritt er 63 Länderspiele.

## Trainer, Funktionär
2001–2002 war Schöttel Nachwuchsleiter und Trainer der Rapid Amateure. Seit 2003 hatte er die Position des Sportmanagers inne. Am 11. November 2006 gab Schöttel bekannt, dass er nach anhaltender Kritik an seiner Arbeit spätestens mit Ende 2006 seine Funktion bei Rapid zurücklegen werde. 2007 übernahm Schöttel das Traineramt beim Wiener Sportklub für eine Saison. Ab Juni 2009 bekleidete er die Funktion des Managers beim First Vienna FC. Schöttel ist auch als TV-Analytiker beim ORF und auch bei Sky Sport Austria tätig.
Vom 14. Dezember 2009 bis Mai 2011 war er Trainer und Sportdirektor des österreichischen Bundesligisten SC Magna Wiener Neustadt.
Von Beginn der Saison 2011/2012 bis April 2013 war Schöttel Trainer des SK Rapid Wien.
Im Sommer 2015 heuerte Schöttel beim SV Grödig an. Nach dem Abstieg in die Regionalliga West gab er vor dem letzten Spiel gegen die SV Mattersburg seinen Rücktritt bekannt, da sein bis 2017 andauernder Vertrag nur für die Bundesliga gegolten hatte.
Am 1. August 2017 wurde er zum Trainer der U-19 Mannschaft des ÖFB bestellt. Am 10. Oktober 2017 trat er die Nachfolge von Willi Ruttensteiner als Sportdirektor des Österreichischen Fußball-Bundes (ÖFB) an. Zu seiner ersten Aufgabe gehörte es, eine Kandidatenliste als Nachfolger für den scheidenden Teamchef Marcel Koller zu erstellen. Die Entscheidung, dass Franco Foda Nachfolger wird, wurde allerdings vom Präsidium des ÖFB getroffen, in dem Schöttel zwar Sitz-, aber kein Stimmrecht hat.

## Erfolge
Als Spieler:
- 3 × Meistertitel: 1987, 1988, 1996
- 2 × Cup-Sieger: 1987, 1995
- 2 × Österreichischer Supercupsieger: 1987, 1988
- 5 × Sieger des Wiener Stadthallenturniers: 1988, 1990, 1995, 1997, 1998
- 1 × Finalist im Europapokal der Pokalsieger: 1996
- 4 × „Team der Saison“: 1994/95, 1995/96, 1996/97, 1998/99, 1999/2000 (Kurier, Sportzeitung)
- 1 × Gewinner des „Fußball-Römer 1998“
- Rapid Team des Jahrhunderts
- WM-Teilnahme mit der österreichischen Nationalmannschaft 1990 und 1998

Als Trainer und Funktionär:
- 1 × Meistertitel: 2005
- 1 × Sieger des Wiener Stadthallenturniers: 2004